# Cmentarz wojenny nr 189 – Lubinka
Cmentarz wojenny nr 189 – Lubinka – austriacki cmentarz z I wojny światowej w Lubince, województwie małopolskim, powiecie tarnowskim, w gminie Pleśna. Jeden z ponad 400 zachodniogalicyjskich cmentarzy wojennych zbudowanych przez Oddział Grobów Wojennych C. i K. Komendantury Wojskowej w Krakowie. W VI okręgu tarnowskim cmentarzy tych jest 63.

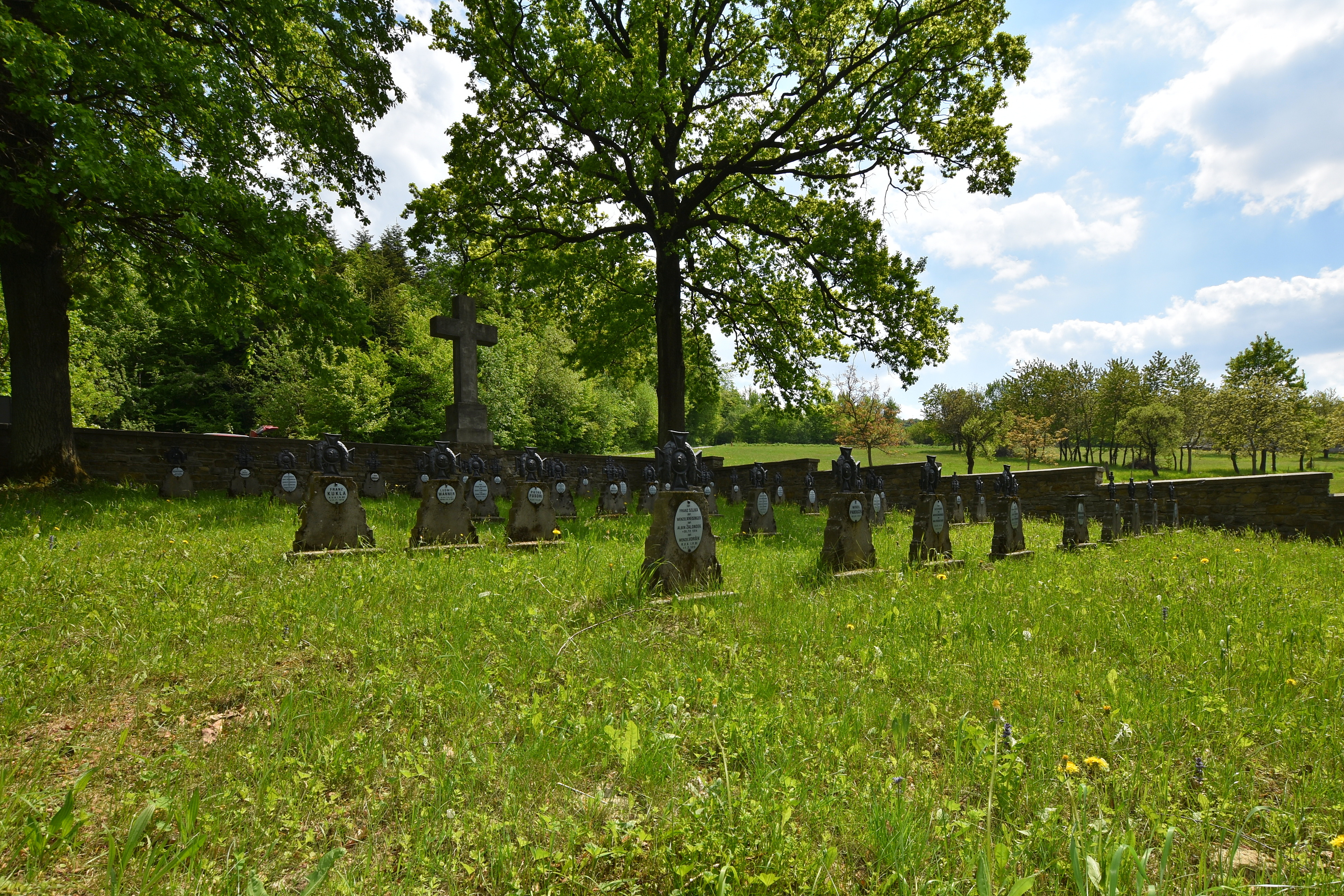
Fragment cmentarza

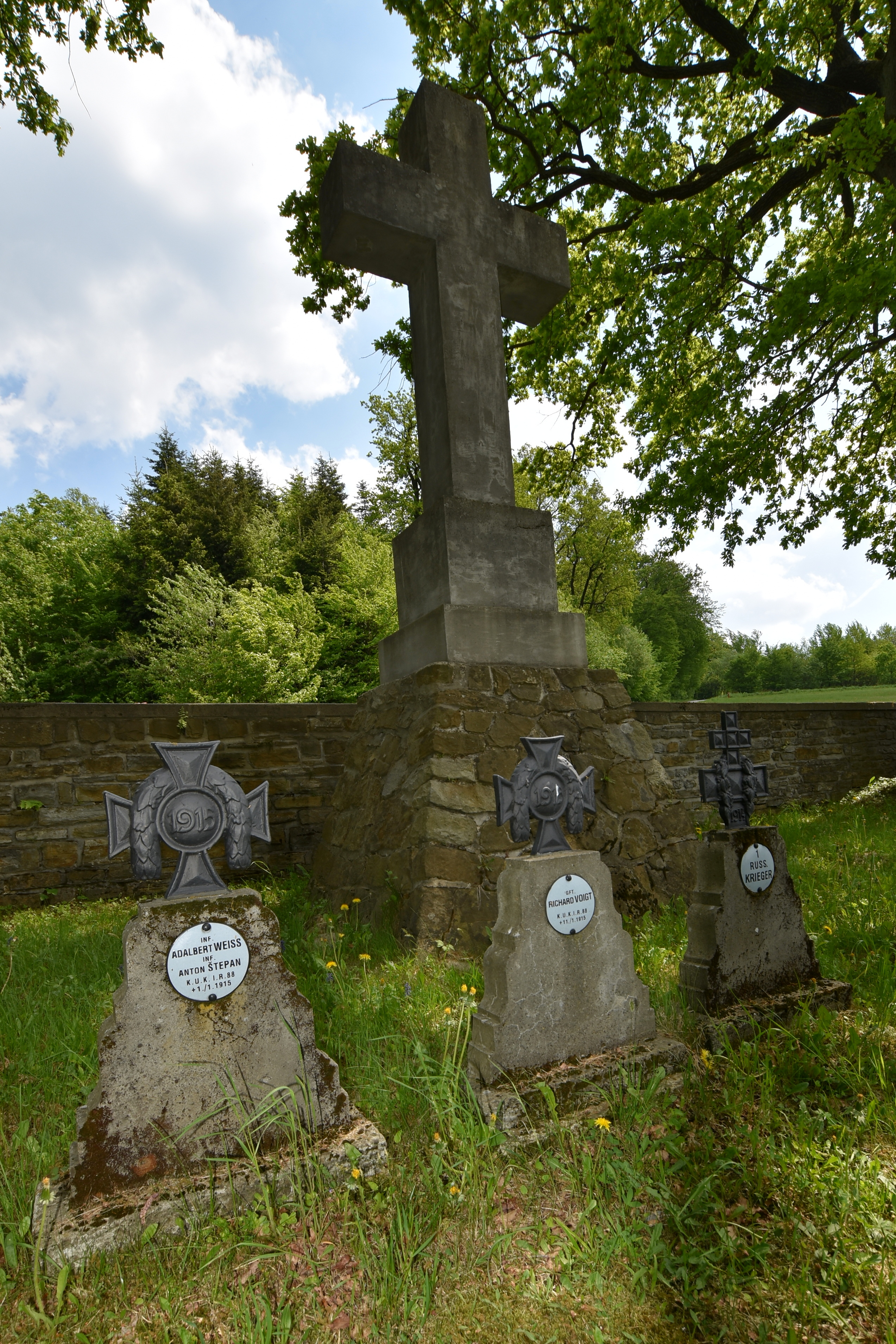
Pomnik centralny

## Opis cmentarza
Znajduje się na grzbiecie odbiegającym od Wału (523 m) w północnym kierunku do Lubinki (421 m). Prowadzi obok niego droga asfaltowa z Lubinki i zielony szlak turystyki pieszej. Zaprojektowany przez Heinricha Scholza na planie prostokąta. Ogrodzenie tworzy solidny kamienny mur nakryty betonowym daszkiem. Wejście przez dwuskrzydłową metalową furtkę. W przeciwległym do furtki murze  znajduje się na murowanym z kamienia cokole betonowy jednoramienny krzyż łaciński. Ułożone w pięciu rzędach nagrobki żołnierzy to betonowe, profilowane stele zwieńczone żeliwnymi krzyżami. Są dwa  rodzaje tych krzyży: jednoramienne łacińskie i dwuramienne lotaryńskie. Na stelach emaliowane tabliczki imienne.
Cmentarz został poddany gruntownemu remontowi i jest w bardzo dobrym stanie (w 2015 r.).

## Polegli
W 24 grobach zbiorowych i 26 pojedynczych pochowano tu 94 żołnierzy austro-węgierskich i 18 żołnierzy rosyjskich. Żołnierze austro-węgierscy pochodzili głównie z następujących oddziałów:
- 2, 14. pułku piechoty. Ich rejon uzupełnień znajdował się w okolicach Linzu w Austrii,
- 58. pułku piechoty. Ich rejon uzupełnień znajdował się w okolicach Iwano-Frankowska, obecnie na Ukrainie. 72% tego pułku w 1914 r. stanowili Ukraińcy,
- 88. pułku piechoty, z rejonem uzupełnień w okolicy Brna w Czechach. W 1914 r. stanowili 72% stanowili Czesi[3].